# The Claim Jumpers (film 1922)
The Claim Jumpers è un cortometraggio muto del 1922 diretto da Albert Rogell.

## Produzione
Il film fu prodotto dalla Rogell-Halperin Productions.

## Distribuzione
Distribuito dalla Western Pictures Exploitation Company, il film - un cortometraggio in due bobine - uscì nelle sale cinematografiche USA il 1º maggio 1922.